# Databasdirektivet
Databasdirektivet är direktivet 96/9/EG av Europaparlamentet och av rådet den 11 mars 1996 om det rättsliga skyddet för databaser. Det reglerar immaterialrätten för databaser oavsett om dessa når verkshöjd eller ej. En immaterialrätt till databaser som inte når verkshöjd är i stort sett unikt för EU.